# Vigyázó-kastély (Nagyberki)
A Vigyázó-kastély Nagyberkiben, Somogy vármegyében található, épülete műemlék.

## Története
A nagyberki kastély 1760-ban, a magtár 1756-ban épült. Gróf Niczky Kristóf építette. A Niczky család nem lakott a berki kastélyban, ide csak vadászni vagy nyaralni jártak. Lakásuk Bécsben volt. Három gyermekük született: Anna Mária, István és György. Anna Mária feleségül ment gróf Schmidegg Lászlóhoz 1772-ben, és megkapta anyai ágon az örökséget, köztük a berki birtokot is. Ettől kezdve itt laktak a berki kastélyban. 
Gróf Schmidegg László jól bánt jól gazdálkodott, rendben tartotta a kastélyt és a környékét is. 1816-ban bekövetkezett halála után, fia, János irányította a birtokot. Apjával ellentétben már nem törtődött a birtokkal, sem a kastéllyal. Rengetek adósságot halmozott fel, melyet nem tudott kifizetni. 
Ezután górf Schmidegg János halála előtt a birtok egy részét eladta Csapody Pálnak, aki rokona volt és sokat időzött náluk. Az volt a kikötése, hogy halála után a felesége (alsószatai Petheö Mária) és fia (gróf Schmidegg Kálmán), aki ekkor még csak tíz éves volt, a kastélyban lakhassanak életük végéig. 1837-ben meghalt gróf Schmidegg József, akit Nagy Berki mezővárosban temettek el. Csapody Pál megtartotta ígéretét a grófné és a fia a kastélyban lakhattak. Csapody Pál egyre rosszabbul gazdálkodott, gazdaságával nem törődött, rengeteg adósságot halmozott fel. Csak a lovai érdekelték és az utazás. Csapody meghal én unokaöccse, gróf Schmidegg Károly lesz az örököse.
Gróf Schmidegg Károly megpróbálta helyrehozni gazdaságát, azonban nehéz feladatnak bizonyult az elképzelés. Hét évi kísérletezés, sok munka és kudarc után úgy döntött, hogy árverésre bocsátja birtokát. 1862-ben árverésen bojári gróf Vigyázó Sándor vásárolta meg a berki birtokot 285 ezer forintért.
Gróf Vigyázó Sándor a birtokok és a gazdaság fellendítésében igen jelentős volt. A kastély felújíttatta, a gazdasági épületeket is rendbe hozatta. Nem laktak Nagyberkiben, csak néhány hétre jöttek ide nyaralni vagy vadászni.  Felesége, báró Podmaniczky Zsuzsánna tervezte meg a kastélyt körülvevő park beültetését fákkal, díszbokrokkal és nyírt sövényekkel.
A fiúörökös nélkül meghalt gróf Vigyázó Ferenc, édesapja,  gróf Vigyázó Sándor végakarata értelmében egész vagyonát a Magyar Tudományos Akadémiának juttatta. Az MTA-ra hagyott örökség 100 millió pengőt ért: 23 ezer kh föld, két pesti bérház, vidéki kastélyok (köztük a nagyberki kastély), értékes bútorok, különböző gyűjtemények, festmények, 17 ezer darabos könyvtár, benne ritkaságszámba menő kódex, és 431 különösen értékes, 15. századból származó ősnyomtatványok (közülük eddig több mint 60 darabot a kastélyban őriztek).
A második Világháború a kastélyt is érintette. Harcok, lövöldözés ugyan nem volt, de az oroszok elfoglalták a kastélyt. Itt vert tanyát egy gépkocsis alakulat, később sebesülteket is hoztak, olyanokat, akik a nagybajomi harcokban sebesültek meg és a kórházban már ellátták őket. Ezen kívül voltak még pilóták is, akik itt pihentek, amíg nem rendelték el a felszállásukat. Nagyberkiben a magtár és a régi temető között az oroszok kivágtak egy sor fát, elegyengették a talajt és rögtönzött repülőteret alakítottak ki. Duplafedeles repülőgépeik voltak.
Az oroszok kivonulása után a falubeliek elhordtak minden ingóságot a kastélyból, ami a háború alatt még megmaradt.
Később államosították a Vigyázó-féle kastélyt. Az épület a következő években tatarozták és Állami Általános Iskola lett belőle. A iskolát körzetesítették, ide jártak Csomából, Kisberkiből, Mosdósról és Szabadiból, 1960-ban Kercseligetről, 196-ben Attalából és Kapospulából, 1966-ban Batéból és Kaposkeresztúrról. A tanulók létszáma 320 és 355 között volt.
A két évtizede használt kastélyiskola állaga az 1960-as évek végére nagyon leromlott, az épület által nyújtott lehetőségek pedig túlhaladták a nevelési-oktatási elvárások. Egyre sürgetőbbé vált egy új, korszerű iskola építése.
Az iskola akkori igazgatója volt a folyamat elindítója. A helyi állam-, párt- és társadalmi szervek, szervezetek elzárkóztak előle, de amikor az iskola igazgatója a statikus elemzésével bizonyította igazát, mégis csak belátták, hogy Nagyberkibe új iskola kell.
Az új iskola műszaki átadását 1978. októberében tartották meg.  A kastély azonban nem maradt kihasználatlanul. Átvette a Somogy Megyei Levéltár, a felújítás után ide költözött a Szocialista Kori Osztály. Később megváltozott a neve: Somogy Megyei Levéltár legújabb kori osztálya lett.
A kastély alapterülete 1100 m2. A park kezelői joga a Nagyberki Önkormányzatnál maradt.
A Megyei Levéltár 1980-tól folyamatosan vette birtokba sz épületet, amelynek felújítási munkáit a SOMOGYTERV irányította az Országos Műemléki Felügyelőség segítségével. A felújítás 9,5 millió forintba került. A felújítás során rendbehozták a tetőt, kicserélték a teljes villanyhálózatot és korszerűsítették a fűtést is.
2016-ban a Somogy Megyei Levéltár Kaposváron egy felújított épületbe költözött, ahova beköltözött a Nagyberkiben lévő újkori osztálya is. Azóta a kastély zárva van. 

## A kastélypark
A park területe 2 hektár – mely természetvédelmi terület a benne lévő, sajnos már csak néhány darab ritka fafajtára, cserjére tekintettel –, rajta egy kultúrházzal, megmaradt a helyi Önkormányzat tulajdonában. A természetvédelmi területnek nyilvánított park legértékesebb növényei az öreg platánok, a lucfenyők és a közönséges pagodafák, találhatunk még itt termetes fekete dió- és vadgesztenyefákat is. A testes tuják és a karcsú közönséges nyírek törzse és lombozata egész évben szemet gyönyörködtető, míg a tamariskák különösen a virágzás idején nyújtanak pompás látványt.

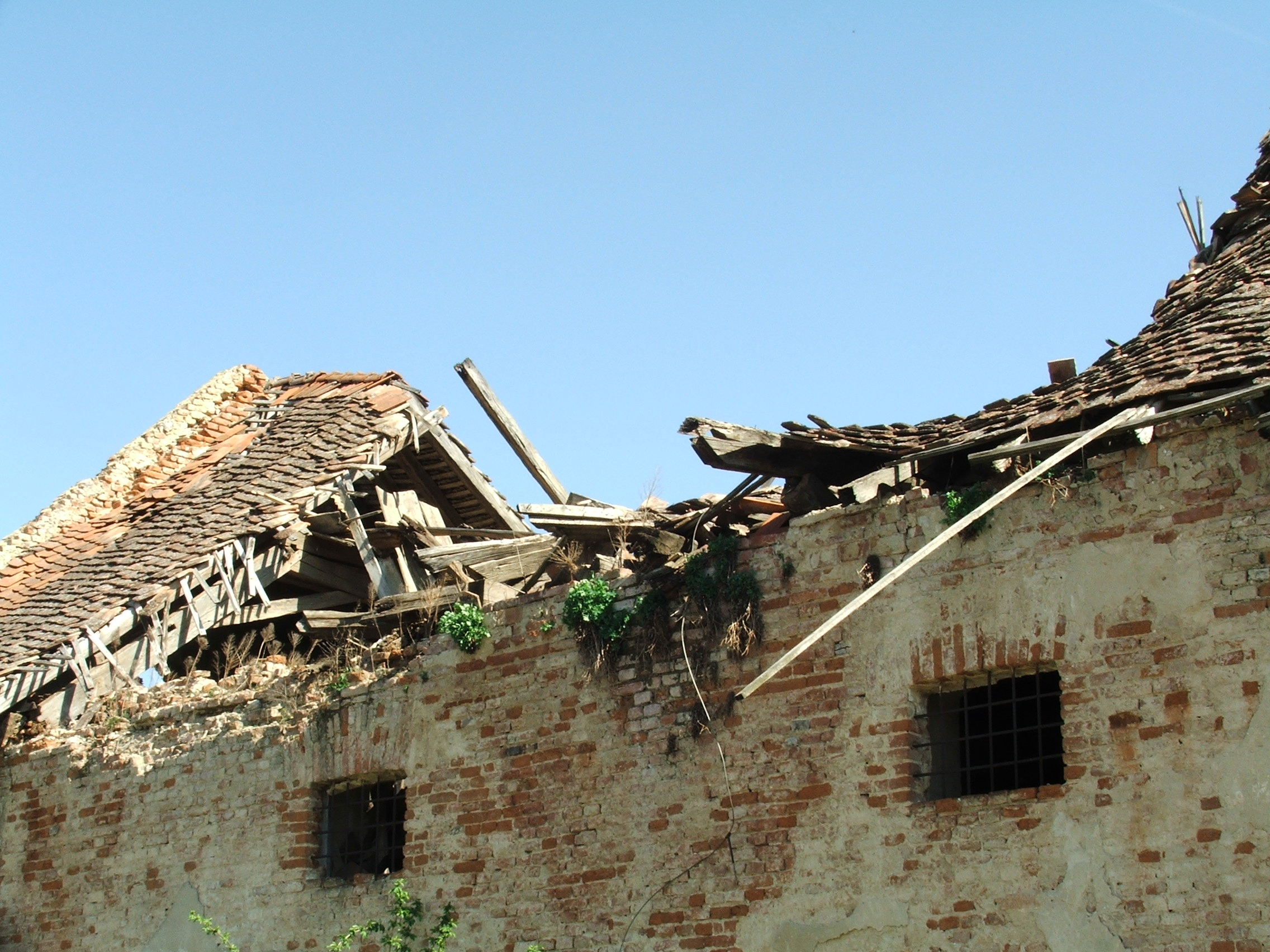
A kastélyhoz tartozó romos állapotú műemlék magtár

Az önkormányzatok jelenleg eladásra hirdetik az épületeket illetve a parkot is. A szintén műemlék magtár viszont mára lényegében elpusztult.